# Beko
Beko è un marchio turco di elettrodomestici, di proprietà del gruppo Arçelik.

## Storia

Logo usato fino al 2014

Beko Elektronik A.Ş. è stata fondata da Vehbi Koç, fondatore anche  di Koç Holding (che a sua volta ha dato vita ad Arçelik A.Ş., la società madre di Beko, nel 1955), e da Leon Bejerano a Istanbul, Turchia. Il nome dell'azienda è una combinazione delle prime due lettere dei cognomi dei fondatori.
Nel 1977 ha superato per importanza il marchio Arçelik, e dal 1990 è presente sul mercato estero in oltre 100 paesi. Con il marchio Beko vengono commercializzati principalmente televisori, frigoriferi e lavatrici.
Nel 2004, Beko Elektronik ha acquistato la società tedesca di elettronica Grundig e nel gennaio 2005, Beko e il suo rivale turco di elettronica e elettrodomestici Vestel rappresentavano più della metà di tutti i televisori prodotti in Europa. 
Nell'aprile 2010, la divisione elettronica di Beko è stata ribattezzata Grundig Elektronik A.Ş.
In occasione dell'Assemblea generale straordinaria degli azionisti di Arçelik A.Ş. del 29 giugno 2009, è stato deciso di fondere Arçelik A.Ş. con la controllata della società, Grundig Elektronik A.Ş. (che sarà amministrata direttamente da Arçelik A.Ş. di Koç Holding) rilevando tutte le attività e le passività di Grundig nel loro complesso.
Beko ha cambiato logo nel giugno 2014.
Dal 2012 al 2016 è stato sponsor ufficiale del campionato italiano di pallacanestro maschile.
Arçelik ha chiuso il 2012 con un balzo dei ricavi del 25% (in euro circa 4 miliardi e mezzo).